# 肥薩おれんじ鉄道
肥薩おれんじ鉄道株式会社（ひさつおれんじてつどう、英: Hisatsu Orange Railway Co., Ltd.）は、熊本県と鹿児島県において肥薩おれんじ鉄道線を運営する第三セクター方式の鉄道会社である。沿線自治体および日本貨物鉄道（JR貨物）が出資している。本社は、熊本県八代市萩原町一丁目1番1号にある。
九州新幹線新八代 - 鹿児島中央間の開業に伴い、鹿児島本線八代 - 川内間が九州旅客鉄道（JR九州）から経営移管され、肥薩おれんじ鉄道線として運営している。新幹線開業に伴う経営分離で発足した他の第三セクター鉄道会社が県境付近のごく一部を除き、単一県内で運営しているのに対し、2023年現在で唯一、主な営業エリアが熊本・鹿児島の複数県にまたがっている。

## 歴史
- 1991年（平成3年）： 鹿児島本線の八代 - 川内間を第三セクターで維持することを条件に九州新幹線が着工。
- 2002年（平成14年）10月31日： 設立[1]。
- 2004年（平成16年）3月13日： 九州新幹線開業に伴い、JR九州から八代 - 川内間を承継し開業。日奈久駅を日奈久温泉駅に改称。同時に津奈木 - 水俣間に存在していた初野信号所にホームを設置し、新水俣駅を新設開業。
- 2005年（平成17年）3月1日： たのうら御立岬公園駅を新設。また、この改正から高校通学の利便性向上のために米ノ津駅発着の列車が平日のみ運行開始。
- 2008年（平成20年）3月15日： 土曜・休日に出水から熊本・鹿児島中央に直通する快速「スーパーおれんじ」・「オーシャンライナーさつま」をそれぞれ2往復新設。
- 2009年（平成21年）3月14日： 八代 - 日奈久温泉間の区間列車を八代 - 肥後高田間に短縮。快速「オーシャンライナーさつま」の停車駅に折口駅が追加。
- 2011年（平成23年）3月12日： 平日のみ米ノ津 - 野田郷間の区間列車が朝1本増発。九州新幹線接続の利便性向上のために新八代駅発着列車が増発。
- 2012年（平成24年）3月17日： 川内 - 上川内 - 隈之城間の区間列車が出水 - 隈之城 - 米ノ津間に運転区間を変更し消滅。
  - 11月1日：平日夕ラッシュ時に1往復運行されていた出水 - 川内間の車掌乗務列車が3両編成から2両編成に減車される。
- 2013年（平成25年）
  - 3月24日： 新八代 - 川内間で観光列車「おれんじ食堂」の運行を開始[5][6]。
  - 8月8日： 出水 - 八代・川内間で貸切専用列車「おれんじカフェ」運行開始[7]。
  - 10月1日： 乗務員の制服を新制服に移行。
- 2014年（平成26年）
  - 4月1日： 消費税率引き上げに伴う運賃改定を実施。
  - 5月3日： 阿久根駅駅舎がリニューアルオープン。
- 2015年（平成27年）
  - 3月14日： 八代 - 出水、出水 - 川内間で観光列車「ゆうゆうトレイン」、肥後高田 - 上川内間で「ドリームトレイン」が運行開始。土日祝限定の割引一日乗車券「わくわく切符」発売開始。
  - 3月29日： おれんじ鉄道感謝デー開催。
  - 4月1日： 八代駅の駅業務がNPO法人の業務委託終了に伴い直営に変更。阿久根駅「にぎわい交流館」の管理終了。JR九州との連絡乗車券の発売範囲が変更。
  - 4月29日： 水俣駅駅舎がリニューアルオープン[8]。
  - 7月1日： 八代駅の駅業務管理を直営からNPO法人おれんじサポートステーションへ委託[9]。
  - 7月21日： マイトレイン・鉄道教室の販売を開始[10]。
- 2016年（平成28年）
  - 3月26日： ダイヤ改正で「ゆうゆうトレイン」出水 - 川内間の運転を休止。
  - 4月7日： クルーズトレイン「ななつ星 in 九州」の乗り入れ開始。
- 2017年（平成29年）
  - 3月4日： ダイヤ改正で「ゆうゆうトレイン」八代 － 出水間、「おれんじバー」の運転を休止。
  - 3月12日： 水俣駅前と構内で開業日記念イベント「おれんじ鉄道BIRTHDAYフェスタ2017」を開催。
  - 8月22日： 平成29年7月九州北部豪雨の影響により、この日の運行からクルーズトレイン「ななつ星 in 九州」の乗り入れを取りやめ。
  - 12月1日：　肥薩おれんじ鉄道とその沿線を舞台とした映画「RAILWAYS」シリーズの最新作（第三弾）「かぞくいろ RAILWAYS わたしたちの出発」の制作公開決定を公式発表。2018年1月16日から2月15日にかけて撮影。
- 2018年（平成30年）
  - 3月11日・12日： くまモン3号ラッピング列車完成とくまモン生誕祭の一環として、出水 - 八代間に3両編成の特別臨時列車を運行。出水 - 八代間で3両編成列車が運行されるのは2004年の経営移管以来約14年ぶり。
  - 3月17日： ダイヤ改正で早朝に八代 - 西出水間の列車が1本増発、停車時間の見直し、一部列車の増結、観光列車・おれんじ食堂のプラン変更[11][12]。
  - 9月14日： 出水発川内行き最終列車の後に出水発阿久根行き増発列車を期間限定で運行開始。10月26日までの毎週金曜日のみ運行[13]。
  - 10月26日： 映画「かぞくいろ」ラッピング車両の運行開始。25日にマスコミへのお披露目会、26日に出発式が行われた。
- 2019年（平成31年/令和元年）
  - 3月16日： ダイヤ改正で快速「スーパーおれんじ」と「オーシャンライナーさつま」のJR鹿児島本線への乗り入れを休止。「オーシャンライナーさつま」はそれまで通過駅であった西出水駅が停車駅に加わり、3号が出水駅始発から米ノ津駅始発に変更。「オーシャンライナーさつま」は全列車とも米ノ津駅 - 阿久根駅間が各駅停車となる。
  - 6月23日： 台湾南部を走る台湾鉄路管理局（台鉄）の屏東線および南迴線と姉妹鉄道協定を締結[14]。
  - 10月1日： 消費税率引き上げに伴う運賃改定を実施。駅ナンバリングを導入。駅名標を更新し、ローマ字の書体（英語表記）をワープロ式からヘボン式に変更。
- 2020年（令和2年）
  - 7月4日： 令和2年7月豪雨の被害により出水 - 八代間が当分運休となる[15]。
  - 8月8日： 佐敷 - 水俣間の運転再開[16][17]。
  - 11月1日： 全線で運転再開[17][18]。
  - 11月19日： D&S列車「36ぷらす3」乗り入れ開始[19][20][21]。
- 2021年（令和3年）
  - 2月8日： 八代 - 上川内間で日中に限りサイクルトレインの運行を開始。
  - 3月13日： この日のダイヤ改正で快速「スーパーおれんじ」・「オーシャンライナーさつま」の運行を終了（3月7日が運行最終日であった）。
  - 6月18日： 出田貴康4代目社長が退任し、熊本県庁出身の古森美津代が第5代目社長に就任。女性社長は当社初である。
  - 10月7日： 出水 - 川内間で車掌乗務の「くまモン」ラッピング車両3両編成列車を特別運行。往路は一般乗車可能な臨時快速列車として、復路は団体列車として運行され、3両編成列車は2012年11月の終了以来8年ぶりの運行となった。
  - 11月5日： この日より川内→八代の上り列車限定で再びクルーズトレイン「ななつ星in九州」の乗り入れを開始。
  - 12月11日、12日： 博多 - 鹿児島中央間で17年ぶりにJR九州787系電車による特急「リバイバルつばめ号」を運転。11日は下り往路、12日に上り復路が運転された。
- 2024年（令和6年）
  - 9月24日： 野田郷駅で列車脱線事故（「日本の鉄道事故 (2000年以降)#肥薩おれんじ鉄道野田郷駅脱線事故」参照）[22]。
  - 10月1日： 運賃改定実施[23]。消費税関連以外では開業以来初の実施[24]。
- 2025年（令和7年）
  - 1月22日： 主要6駅の窓口において一部の乗車券をキャッシュレス決済で購入することが可能になる[25][26]。
  - 2月18日：米之津川の鉄橋工事をめぐり、漁業協同組合の理事に社員が14時間拘束、叱責された出来事が表面化。出水市議会は漁業共同組合に対して市長が総合調整権を行使できる議案を可決[27]。
  - 8月11日：集中豪雨による土砂災害のため全線運休。同月13日から肥後田浦駅 - 川内駅間で運転再開[28]。

## 路線
- 肥薩おれんじ鉄道線 : 八代駅 - 川内駅 116.9 km

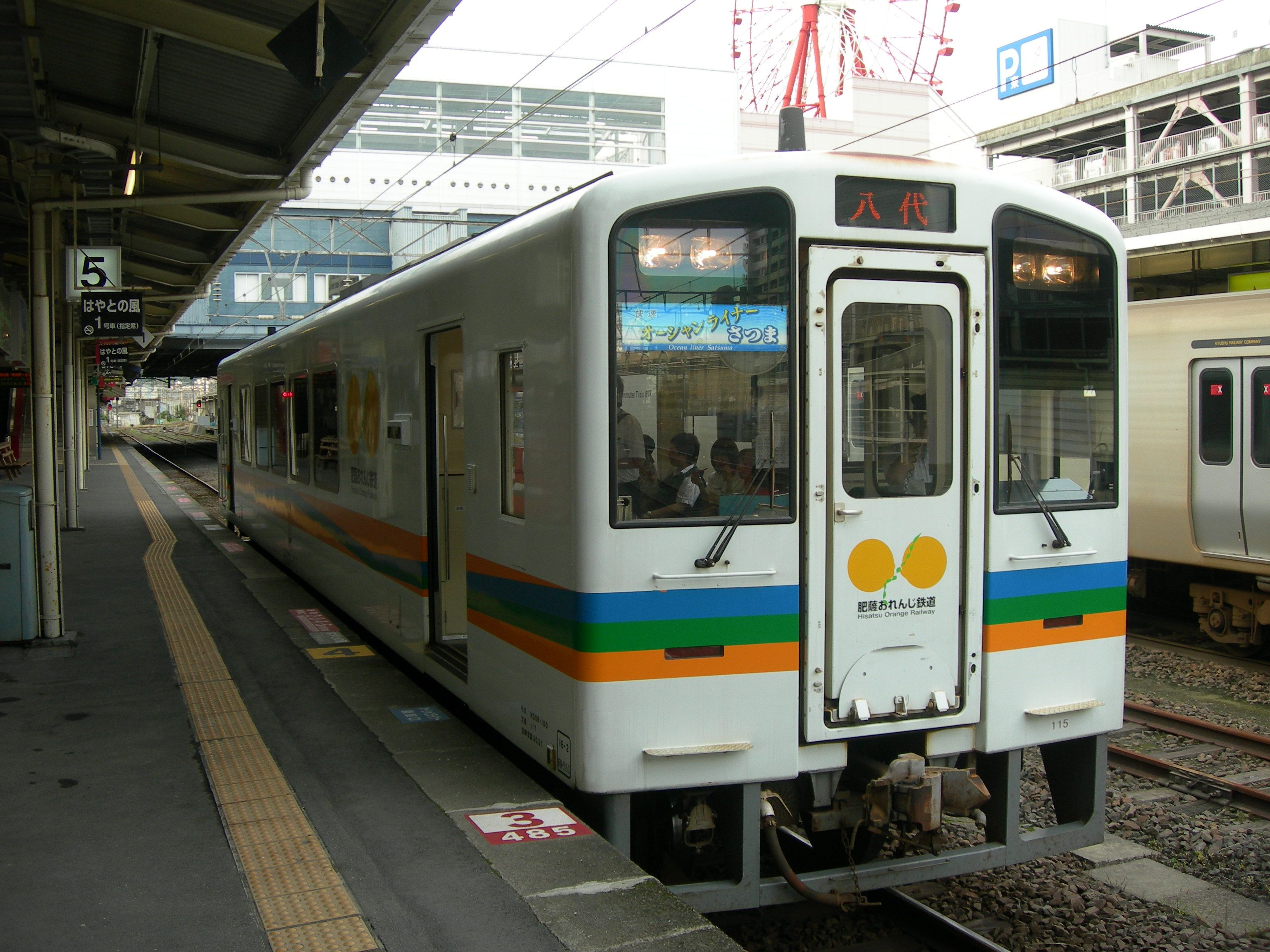
オーシャンライナーさつま・八代駅行き （鹿児島中央駅にて）

JR以外の鉄道としては路線延長が九州で最も長い。2006年4月21日の北海道ちほく高原鉄道ふるさと銀河線 (140.0 km) 廃止から、2010年12月4日の青い森鉄道線 (121.9 km) 全線開通（JR東日本からの経営移管）までは日本最長の第三セクター鉄道路線であった。
開業時から、九州新幹線接続と沿線の高校への利便性のために自社線内以外にJR鹿児島本線新八代駅 - 八代駅間と川内駅 - 隈之城駅間に乗り入れ運転している。さらに観光客や沿線地元客誘致の強化のために2013年3月24日から新八代駅 - 川内駅間で観光列車「おれんじ食堂」、同年8月8日からは出水駅 - 八代駅または出水駅 - 川内駅間で「おれんじカフェ」の運行を開始し、「おれんじ食堂」は金曜日・土曜日・日曜日・祝祭日などを中心に、「おれんじカフェ」は貸切専用として運行されている。 
2015年3月14日のダイヤ改正では土休祝日に平均速度35km/hで走行する「ゆうゆうトレイン」や、平日に車両、乗務員をレンタルして自由に列車を走らせる「ドリームトレイン（列車レンタル）」の運行を、さらに7月21日からは参加者が実際にダイヤ作成の講習を受けてダイヤを作成して列車を走らせる「マイトレイン・鉄道教室」の販売や運行を開始した。なお、「ゆうゆうトレイン」は2017年3月4日のダイヤ改正ですべて運行休止となっている。
2008年のダイヤ改正で土曜日・日曜日などの休日のみ出水駅から熊本駅を結んでいた快速列車「スーパーおれんじ」と鹿児島中央駅を結んでいた快速列車「オーシャンライナーさつま」が設定され、県庁所在地駅の熊本駅と鹿児島中央駅に乗り入れていたが、2019年ダイヤ改正で熊本駅、鹿児島中央駅への乗り入れを休止したのち2021年ダイヤ改正で全ての快速列車の運行を取り止め、以降は全て普通列車とおれんじ食堂のみの運行となっている。

## 経営状況

### 会社設立前
熊本県と鹿児島県は1991年に、九州新幹線開業後に、鹿児島本線の八代駅 - 川内駅間をJR九州から経営分離し、第三セクター方式の鉄道として運営することで合意した。2000年に両県は具体的な検討を開始したが、収支予測は、熊本県内の区間はいくぶんよいが、鹿児島県内の区間は非常に厳しいとされた。このため、熊本側は県内の収入で鹿児島の面倒を見るのはいかがなものかと主張する一方で、鹿児島側は単県での経営は成り立たないと主張し、議論は2年間も平行線をたどった。2002年2月の合意では、三セク会社は合同で設立し、出資および初期投資の負担は両県で1対1とする、赤字が発生した場合には両県区間の実績を把握し、区間の状況に応じて対応することになった。2002年10月31日に、肥薩おれんじ鉄道が設立された。
新会社の事業基本計画で前提とした2000年の調査数値では、移行区間のローカル列車利用者数は1日6799人、輸送密度1247人/kmだった。近年の数値は漸減していたことから、開業時の輸送密度は1230人/kmと想定された。この数字は、同時期の第三セクター会社と比べると、土佐くろしお鉄道 (1291)、北近畿タンゴ鉄道 (1168)と同レベルで、三陸鉄道 (511)、廃止された北海道ちほく高原鉄道 (302)に比べれば高い。
初期投資を抑制するために、JR九州からの施設譲渡額は10億円とした。新幹線開業にともなう並行在来線の経営分離で最初のケースとなった、しなの鉄道の軽井沢駅 - 篠ノ井駅間では、この金額が簿価を基準に103億円と高額になり、経営圧迫の元凶となった。肥薩おれんじ鉄道では、JR九州としての路線は廃止するのだから、更地化して他社に譲渡する場合はどうなるかと考え、建物も減価償却を終えて資産価値0で算定したのが、10億円の根拠である。
貨物列車のために残す電化設備の維持費を確保するため、開業後10年間は最低でも年額2億8千万円の線路使用料をJR貨物に保証させた。JR貨物としては、おれんじ鉄道区間を通過できなければ競争力を失うため、この条件を受諾し、1億円の出資もした。従来、JR九州に支払っていた線路使用料と、新たな基準で算定される三セクの線路使用料の差額は、国からJR貨物に調整金が支払われる。
おれんじ鉄道の、役員を含む全社員94人のうち9割を、開業から10年間、JR九州からの出向とした。これにより、人件費の半分はJR九州が負担する。こうした支援策により、開業から9年間は、償却前黒字になると予測された。
電化設備は残しているが、これは貨物列車用であり、旅客列車はHSOR-100形気動車を導入した。JR九州から中古電車を譲り受けるとすれば、経営分離時に鹿児島本線の南部区間などで使用されていた3両編成では輸送力過剰であり、475系は老朽化していた。単行運転が可能な電車は、量産タイプが無いため生産コストが高く、小浜線に導入されたJR西日本125系電車は1両あたり1億8千万円だった。一方、軽快気動車は標準仕様が確立され1両あたり1億2千万円で、付帯の設備費などを考慮して選択された。
もし、電化設備を取り払う場合は、おれんじ鉄道区間のために、貨物列車牽引用のディーゼル機関車を用意する必要があり、車両新造費、運転・保守の要員、保守設備の確保、作業量の増大などで、高コストの要因になる。こうした点を考慮して、貨物列車は電化、旅客列車は非電化の使い分けが決まった。

### 2004年 - 2012年
2004年3月にJR九州から経営分離され、第三セクター鉄道として再出発した肥薩おれんじ鉄道だが、八代 - 川内間は開業前の国鉄、JR時代から営業距離が長い割に沿線人口が少ない地域が多く沿線道路も発達していたため、特急列車が運行がメインの路線で普通列車は区間によって1〜3時間に1本程度と少なく、水俣 - 川内間に至っては普通列車は朝7時代から昼過ぎまで5時間近くも運転していなかった時期もあり、また区間列車の水俣、出水などでの接続が悪い、終列車も早いなど利便性が非常に悪かった。そのため、開業時に列車の運行本数を大きく増発して終列車を繰り下げ、区間列車どうしの接続を取るようにして沿線の利便性を高めているが、開業14年目の2018年現在も依然として経営は厳しい状況である。開業当初の計画では初代社長の嶋津忠裕の陣頭指揮の下で初期投資費用や人件費を極力抑えるためにJR九州時代の線路や施設をなるべくそのまま使い、社員も自社社員を必要最小限にとどめてJR九州の出向社員や特定非営利活動法人（NPO法人）等の起用を中心とした「徹底した節約と現状維持」の運営方式で2013年度中に黒字決算にする予定であった。
しかし、開業2年目の2005年度決算で大幅な赤字に転落して早々に経営安定基金の切り崩しを行うなど、早くも経営危機を迎えている。さらに沿線産業の空洞化、少子高齢化による沿線人口の減少、自動車の普及や国道3号線、南九州西回り自動車道日奈久IC - 芦北IC間の部分開通など高速道路の整備が進み、2004年の開業時には年間188万人（収入額5億2300万円）だった利用者数が、6年後の2010年には37万人減の年間151万人（収入額3億9200万円）にまで落ち込んでしまい、収入全体も8億円に対して支出額は10億円と2億円もの赤字を抱えて経営悪化に繋がっている。2010年の収入の内訳は定期が78.8%、定期外が21.2%で通学客が約7割、観光客が2割を占めており、沿線住民の利用客はわずか1割程度と通学客や観光客に依存せざるを得ない状況になっている。
2009年7月には2代目社長に古木圭介が就任。2011年10月には本社内に営業部を新設して鉄道利用客以外の収入としてイベント開催の強化、沿線の豊富な観光資源を有効活用するための台湾や韓国などアジア地域を中心とした外国人向けの国内旅行「九州西海岸ウエストコーストツアー」の宣伝と実施、携帯電話専用アプリの「コロニーな生活☆PLUS（コロプラ）」や「おれんじ鉄道で行こう！」への参入、鉄道ファンへの鉄道関連グッズの販売強化、メディアへのプレスリリースの活用、「銀河鉄道999」や「くまモン」、「ぐりぶー」などといった数々のラッピング列車、観光列車おれんじ食堂の運行などの地元誘致活動を頻繁に行って積極的な経営に乗り出しており、2011年度決算からはこれらの鉄道利用客外収入が一般利用客の収入よりも上回って開業以来悪化を辿っていた業績は徐々にだが持ち直し始めている。また、こうした地道な経営努力の結果、2011年度決算には開業7年目にして初めて純利益が1億5700万円の黒字を計上し、おれんじ食堂についても2013年4月と5月の運輸収入は1200万円と好評で、1年間で1万4千人が乗車した。さらにおれんじ食堂の導入で2013年度の輸送人員が139万人と6年ぶりに増加に転じ、売上高も過去最高となる14億6600万円に達した。このため定期外収入が前年比で22.8 - 38%に増加した。しかし、2011年の黒字決算は国の援助強化やJR貨物からの線路使用料の大幅増額によるものが大きく、慢性的な赤字体質から完全に抜けたものとは言えない。2013年6月27日の株主総会において2012年度決算を発表したが、運行支援補助金の減額や人件費、設備投資費などへの投資が影響して前年の黒字から一転して1億8600万円の赤字に転落したことを明らかにした。
また、2014年度には鹿児島県が設置した経営安定基金が底を着くのが確実になるなど問題も多く、開業の2004年度から2013年末までの10年間で輸送人員は26.1%、運賃収入も18.1%の減少となって損失額が累計12億5200万円に達し、さらに車両や施設の老朽化による大掛かりな補修費用が必要になった事なども加わり、今後2013年度から2022年度までの10年間で収支見込みで33億円の資金不足が見込まれている。

### 2013年
株主総会において、同年9月末限りで古木が社長を退任し、10月より3代目社長に沿線の鹿児島県出水市出身でJX日鉱日石石油基地の代表取締役社長であった淵脇哲朗が内定したことや、7月から観光列車「おれんじ食堂」のほかに貸し切り専用列車「おれんじカフェ」の運行を開始する予定で、運輸収入の増加を図る予定であることが公式発表された。
その後、8月8日 から「おれんじカフェ」の運行を開始したほか、9月30日の臨時株主総会において淵脇哲朗の社長就任が決定。同日付けで古木が退任し、10月1日より淵脇が3代目社長に就任した。
10月1日、乗務員の制服が紺色の新制服に変更された。新制服はおれんじ食堂のデザインを手がけた水戸岡鋭治がデザインを担当しており、3月24日からしばらくはおれんじ食堂限定で着用していたが、この日より開業時より使用されていたグレー基調の制服から新制服に完全統一され、名札もフルネームのものに変更された。

### 2014年
5月3日、前年10月から改装工事をしていた水戸岡鋭治デザインの阿久根駅の駅舎が完成しリニューアルオープンし、新たに「にぎわい交流館阿久根駅」の愛称が付けられた。駅舎内にはオープンテラスカフェやレストラン、土産物屋、イベントスペースなどが設置され、新たな観光客の交流拠点として注目されている。
6月19日、熊本、鹿児島の両県が今後10年間で27億円の追加支援を行うことを表明した。内訳は熊本県が13億円、鹿児島県が14億円である。これにより廃線の危機は免れたが、両県とも既に鉄道存続のために多額の融資、支援を行っているため今後の支援に消極的になりつつある。また、熊本県側が県と沿線自治体のみの一般会計から全13億円を捻出するのに対し、鹿児島県側は4億円が県と沿線自治体の一般会計から、残りの10億円は県内市町村全体の共有財産から捻出するため、当路線が通らない沿線自治体外からの反発が大きい上に鹿児島市議会も支援に難色を示し、鹿児島県が市議会や沿線外の自治体を説得して7月24日にようやく支援の承認を貰うなど鹿児島県側が追加支援の正式決定までに時間を要している。さらに鹿児島県側が「沿線自治体外の財産から支援するため、財産負担を減らす目的で運賃値上げを必要と考えている」と表明しているのに対し、熊本県側は「今後も県と沿線自治体以外からの支援要請の予定はない。運賃を値上げすればさらに乗客減に歯止めがかからなくなるため、徹底合理化による資金の節制を行って運賃を現状維持のままにするのが一番重要な事だと思う」と運賃値上げに反対の意向を示すなど両県の鉄道に対する温度差が大きく、肥薩おれんじ鉄道にとって鉄道存続のために両県の温度差をいかに解決していくかも大きな課題になっている。
11月、老朽化していた水俣駅の駅舎リニューアル改装工事に着手した。駅舎のデザインはおれんじ食堂や阿久根駅のデザインを手がけた工業デザイナーの水戸岡鋭治が引き続き担当している。工事費用は総額1億1400万円で、全額環境省と水俣市の補助金が利用されている。

### 2015年
1月、JR九州の豪華観光寝台列車「ななつ星 in 九州」の乗り入れが検討されていることが明らかになった。
3月14日のダイヤ改正では八代 - 出水間・出水 - 川内間を平均速度35km/hで片道2時間から2時間30分をかけてゆっくり走行する「ゆうゆうトレイン」、利用客が車両や乗務員をレンタルして自由に列車の運行区間や時間を設定できる「ドリームトレイン（列車レンタル）」の運行を開始した。
さらに3月29日には開業11年を迎えた事への感謝として、沿線7市町や自治体と協賛の元で、終日1乗車300円以上の区間であれば大人300円、子供100円の均一運賃（300円未満の区間は所定運賃）で乗車可能な「おれんじ鉄道感謝デー」を開催した。当日は「にぎわい交流館」内のレストランメニューも割引になり、加えて佐敷駅近くの芦北町民総合センターでNHKのど自慢、津奈木駅、川内駅付近などでもイベントが開催された。感謝デーは今後も沿線7市町にあやかり、2015年度は7回が開催される。
4月29日、前年11月から駅舎の改装工事を行っていた水俣駅がリニューアルオープンした。リニューアルオープンに伴い駅舎に旬彩カフェ水俣屋がオープンし、新たな観光拠点として注目されている。
6月23日、乗り入れが検討されていた「ななつ星in九州」の試運転のため牽引用の機関車DF200形が単機で肥薩おれんじ鉄道に初めて入線し、数日間かけて八代 - 肥後二見間で運転士の運転習熟のための試運転が実施された。その後、6月27日に「ななつ星in九州」が鹿児島中央から博多まで機関車1両、客車7両のフル編成で試運転を行い、その際に肥薩おれんじ鉄道にも川内から八代に向けて初めて乗り入れ、試運転が実施された。
しかし高額な車両改修費用などがかさみ、6月29日の株主総会での2014年（平成26年）度決算報告では経常損益が5億円の赤字、純損失も初めて2億を突破した2億1269万円に達し、開業以来過去最悪の赤字となった。また3年連続で赤字決算になり、累積赤字が14億6512万円になった事も報告された。さらに8月24日深夜から翌25日早朝にかけて鹿児島県から熊本県に渡って上陸した台風15号の影響で、全線で倒木や土砂崩れ、架線切断による停電など数十箇所に渡って開業以来最悪の甚大な被害を受け、8月25日始発列車から8月29日夜21時頃まで長時間の運休を余儀なくされた。約5日間程度で復旧したが、復旧費用等で多大な損害を出している。
9月10日、2016年4月よりJR九州の豪華観光寝台列車（クルーズトレイン）「ななつ星in九州」の乗り入れ開始が正式決定し、当社や沿線にとって明るいニュースとなった。現在は肥薩線を経由するルートをおれんじ鉄道経由に変更すると言うもので、九州全体を回る3泊4日コースに組み込まれる。夕方に川内駅を出発し、薩摩高城駅や水俣駅など主要駅に停車して観光案内を行ったり夕食を摂り、八代駅に到着するダイヤが予定されている。

### 2016年
1月24日の大雪では、全線に渡って積雪10 - 20センチ以上の記録的な豪雪となり、翌日25日の午前10時頃まで全線運休となった。
3月26日のダイヤ改正で「ゆうゆうトレイン」の出水 - 川内間の運行を休止した。また、4月7日から川内から八代までの片道のみ「ななつ星in九州」の乗り入れを開始した。運行開始日の初日は多数の地元住民や鉄道ファンに歓迎されたほか、薩摩高城駅、水俣駅、八代駅などで歓迎記念イベントが開催され、肥後高田 - 八代間の球磨川鉄橋では歓迎の花火が約2分間打ち上げられた。「ななつ星in九州」は毎週木曜日の夕方から夜間にかけて運行される。
4月14日21:26頃と16日1:25頃に断続的に発生した熊本地震とそれに伴う余震の影響で、14日は地震発生以降運休となった。15日は始発列車から肥後高田 - 川内・隈之城間で運転再開、夕方に八代 - 肥後高田間の点検を終えて全線での運転を再開したが、16日の本震とされる地震発生により翌16日の始発列車から八代 - 肥後高田間が不通となり18日夕方の全線運転再開まで再び肥後高田 - 川内・隈之城間の折り返し運転を余儀なくされた。全線運転再開後も一部列車が運休となったほか、21日午後に鹿児島本線が運転再開するまでは八代 - 新八代間は運休となり、新八代行きも全て八代行きとして運行された。JR線熊本方面へ直通の快速列車スーパーおれんじ号は23日、おれんじ食堂は24日の日中から運転を再開した。地震発生当日は木曜日の夜間であったため、肥後二見駅に運転停車をしていた「ななつ星in九州」や線内の貨物列車が翌日夕方の全線運転再開まで長時間取り残された。また、16日の地震発生では深夜だったことから八代駅に夜間滞泊している車両1両が18日の運転再開まで長時間取り残される事態となった。全通後は27日に九州新幹線の熊本 - 新水俣間が開通するまでは新水俣に運転停車する朝の快速スーパーおれんじ2号熊本行きのみ客扱い（臨時停車）を行ったほか、全線で新幹線の振替輸送を行った。なお、震災により長期間運休していた「ななつ星in九州」は、当線では5月13日金曜日より暫定ダイヤで運行を再開した。
12月20日、2013年から3代目社長として就任していた淵脇哲朗社長が体調不良のため、12月26日付で任期を6ヶ月ほど残して急遽辞任する事が発表された。12月26日に八代市内で臨時株主総会が開かれ、後任は熊本県庁の田嶋徹副知事が2017年6月までの任期で暫定的に社長に就任した。

### 2017年
3月4日にダイヤ改正を実施。列車番号が大きく改番され、「ゆうゆうトレイン（八代 - 出水）」と「おれんじ食堂」の第4便（おれんじバー）が廃止されたが、列車の本数や運転時刻などは改正前とほぼ同じであった。
3月12日、肥薩おれんじ鉄道の開業日（2004年3月13日）を記念した沿線住民と鉄道ファン向けイベント「おれんじ鉄道BIRTHDAYフェスタ2017」が水俣駅構内と水俣駅前ふれあい館で大々的に開催された。このイベントでは、保守基地で軌道モーターカーの運転実演やレール細断実演ショー、使用中止中の3番線（旧山野線の線路）を使用したレールカート（スーパーカート）の体験乗車、現役の若手運転士による鉄道教室「おれんじの「鉄」学」やオリジナルグッズ・鉄道関連備品の販売が行われたほか、観光列車おれんじ食堂も先着申し込み順の体験乗車会（コーヒーとスイーツ付きで500円）を開催し、午前中は水俣 - 出水駅間、午後は水俣駅 - 佐敷駅間で各1往復ずつ臨時運行された。
4月26日、八代市内で臨時株主総会が開催され、前年12月より暫定的に社長職に就いていた熊本県副知事の田嶋徹社長が辞任し、熊本県庁出身の出田貴康が4代目社長に正式に選任され、翌27日より就任した。
12月1日、肥薩おれんじ鉄道とその沿線を舞台とした映画「RAILWAYS」シリーズの最新作（第三弾）「かぞくいろ RAILWAYS わたしたちの出発」の制作公開決定が公式にリリースされた。監督は吉田康弘、出演は有村架純、國村隼、桜庭ななみ。2018年11月23日に熊本県と鹿児島県で先行公開され、それ以外の全国の都道府県でも2018年11月30日に公開された。
12月26日、2018年3月17日に実施予定の春ダイヤ改正の内容が発表された。一般列車は朝6時台に八代発西出水行きの下り列車1本を増発するほか、混雑列車の増結やJR線との接続の改善などのダイヤの見直しを行い、おれんじ食堂も鹿児島県出水市出身で「フレンチの鉄人」で知られるフランス料理人坂井宏行監修のメニューを取り入れるほか、ダイヤ見直しなどの変更が盛り込まれる予定。

### 2018年
1月16日、映画『かぞくいろ RAILWAYS わたしたちの出発』の撮影が開始され、2月15日に終了するまで約1ヶ月間に渡って沿線で映画撮影が行われた。

### 2023年
鹿児島県内の43市町村でつくる県市町村振興協会が、2013年度から10年計画で行ってきた助成が2022年度末で期限切れを迎えた。2023年、鹿児島県と沿線の3市（薩摩川内、阿久根、出水）は、JR貨物の運行により「県全体が貨物輸送で恩恵を受けている」ことを主張して助成の継続の要請。同年12月23日、県市町村振興協会は臨時理事会を開き、全県支援の継続を決定したが、2023年度から5年間で最大7億1900万円、支援終了後は財政支援をしないとの条件を付けた。

## 組織
組織は主に本社部門と運輸部門に分かれており、本社の総務部は熊本県八代市、営業部、運輸部の運転課、輸送指令室、検修課、工務課および電気課は鹿児島県出水市、工務課と電気課の出先機関は熊本県葦北郡芦北町と鹿児島県阿久根市に所在している。

### 総務部（本社総務部）
総務課財務、資産運営や人事関係を担当。
経理課社員の賃金、清算などを担当。

### 営業部（出水営業部）
営業課ホームページの運営のほか、各種イベントや企画乗車券の立案、企画、発行、開催などを担当。
旅行事業課（おれんじ食堂・おれんじカフェのパーサー、アテンダント）旅行企画（おれ旅ツアーや外国人向けツアー）、観光列車「おれんじ食堂」の乗務、団体乗車、貸切列車の受付や手配、添乗などを担当。旅行業登録番号は熊本県知事第2-207号。

### 運輸部
運転課（運転士）列車の運転を担当。八代駅 - 川内駅間の乗務のほかにJR九州線内の八代駅 - 新八代駅間、川内駅 - 隈之城駅間も乗務する。営業距離が長いため八代駅 - 川内駅間の通し列車は運転士一人が全線を運転することはなく、出水駅と起点の八代駅で交代を行う。なお快速「スーパーおれんじ」や「オーシャンライナーさつま」は、八代駅でJR九州熊本鉄道事業部熊本乗務センター所属の運転士、川内駅で鹿児島鉄道事業部鹿児島乗務センター所属の運転士とそれぞれ交代を行っていた。
運転統括指令室（運転指令所）肥薩おれんじ鉄道全線の営業指令と輸送指令を担当するが、八代駅および川内駅の構内はJR九州が指令権を有し、「博多総合指令センター（博多指令）」の管轄下となっている。そのため「博多指令」と区別する必要がある場合は「おれんじ指令」の呼称を用いる。
車両課出水駅構内の車両基地にて車両の入換、連結と分割作業、点検、補修、改造、車体のラッピング作業などを担当。
工務課出水駅構内に本部があるほか、佐敷駅構内に熊本県側の施設整備・保全を受け持つ佐敷工務センター、阿久根駅構内に鹿児島県側の施設整備・保全を受け持つ阿久根工務センターがあり、それぞれの工務員が線路の保守、点検を担当。
電気課出水駅構内に本部および電気指令所（前述の運転統括指令室に併設）があるほか、佐敷駅構内に熊本県側の施設整備・保全を受け持つ佐敷工務センター、阿久根駅構内に鹿児島県側の施設整備・保全を受け持つ阿久根工務センターがあり、それぞれの工務員が電気、信号・通信設備の保守、点検を担当。
肥薩おれんじ鉄道は社員研修施設を持たず、運転士の甲種内燃車運転免許および機関士の甲種電気車運転免許を取得するための教育や適性検査はJR九州に委託され、社員研修センターが役目を担っている。

## 運賃・乗車券

### 運賃
大人普通旅客運賃（小児半額・10円未満切り上げ）。2024年10月1日改定。
| キロ程 (km) | 運賃 （円） | キロ程 (km) | 運賃 （円） |
| ----------- | ----------- | ----------- | ----------- |
| - 3         | 230         | 46 - 50     | 1410        |
| 4 - 6       | 290         | 51 - 55     | 1550        |
| 7 - 9       | 340         | 56 - 60     | 1580        |
| 10 - 12     | 400         | 61 - 65     | 1790        |
| 13 - 15     | 430         | 66 - 70     | 1830        |
| 16 - 20     | 590         | 71 - 80     | 2040        |
| 21 - 25     | 700         | 81 - 90     | 2240        |
| 26 - 30     | 840         | 91 - 100    | 2450        |
| 31 - 35     | 980         | 101 - 110   | 2640        |
| 36 - 40     | 1120        | 111 -       | 2810        |
| 41 - 45     | 1270        |             |             |

### 乗車券
乗車券は普通乗車券から割引乗車券、団体乗車券、企画乗車券、おれんじ食堂指定席乗車券まで様々な乗車券を発売しており、主に自動券売機か有人駅の出札窓口で購入する。JR線連絡乗車券や一部の企画乗車券はJR九州の自動券売機や駅窓口、みどりの窓口、旅行センターでも購入可能である。逆に企画乗車券によっては当社線で購入不可の乗車券もある。運転士は「おれんじ18フリーきっぷ」（※青春18きっぷ提示時に限る）の発売を行っている。無人駅から乗車する場合は車内で整理券を取り、下車駅で運賃を支払う方式である。現金のほかにおれんじ鉄道が発行している「おれんじ券」や薩摩川内市が発行している「高齢者おでかけ支援助成券」も乗車券購入や運賃に利用できる。ただし、回数券や定期券購入には使用できない。また、青春18きっぷやジャパンレールパスでの乗車も不可であるが、代替として前者は「おれんじ18フリーきっぷ」、後者は「1DAY TRAIN PASS」「2DAYs TRAIN PASS」（共に訪日外国人観光客専用）の購入が可能である。
- 普通乗車券（自動券売機（普通乗車券のみ）・出札窓口）
自動券売機で発行されるバーコード式乗車券と出札窓口で発行される裏地が白い軟券乗車券の2種類があり、どちらも金額式である。ほかに補充券（区間記入式片道補充券、乗降駅に○を付けるタイプの簡易式片道補充券、補充往復乗車券、障がい者割引などの出札補充券）も発売されている。JR九州と連絡運輸を行っており、連絡乗車券も購入できる（特急「36ぷらす3」の運行開始時より肥薩おれんじ鉄道線を介した通過連絡運輸の乗車券も発売されている）。自動券売機発行の自社線内乗車券のみバーコード式で、JR線連絡乗車券や出札窓口で発行する軟券式の普通乗車券はバーコードは対応していない。自動券売機はレシップ製のタッチパネル式券売機で有人駅の佐敷駅、水俣駅、出水駅、阿久根駅、川内駅のみに設置されており、他の有人駅は出札窓口で対応している。なお、水俣駅や阿久根駅の自動券売機は早朝と夜間は閉鎖される駅舎の中にあるため、駅舎が閉鎖される早朝や深夜の時間帯は購入出来ない。また、川内駅の自動券売機は改札口外のJR線きっぷ売り場のみ設置されており、ホームのおれんじ鉄道乗り場には設置されていない。そのため、JR鹿児島本線からおれんじ鉄道に直接乗り換える場合は、おれんじ鉄道乗り場の出札窓口で乗車券を購入する。水俣駅と阿久根駅は駅舎が閉鎖される時間、川内駅は駅係員が不在の時間帯は列車内で整理券を取り、下車駅で運転士にJR乗車券と整理券を提示のうえ運賃を支払う。
- ICカード乗車券の取り扱い
おれんじ鉄道ではSUGOCAや熊本地域振興ICカード（くまモンのICカード）などのICカード乗車券では直接乗車できない。そのため、新八代駅や隈之城駅などJR九州線の各駅からICカード乗車券で直接おれんじ鉄道に乗車した場合は乗車した駅から下車駅までの全額か、会社境界駅である八代駅または川内駅から下車駅までの運賃を現金で精算する。この場合は運転士または駅係員に運賃を支払った後にICカード精算証明書を発行してもらい、最寄りとなるJR九州在来線有人駅で証明書を提出してカード処理をしてもらう必要がある。
八代駅、日奈久温泉駅、佐敷駅、水俣駅、出水駅、阿久根駅、川内駅の窓口ではQRコード決済「PayPay」で、八代駅、佐敷駅、水俣駅、出水駅、阿久根駅、川内駅の窓口ではSUGOCAなどの交通系ICカード、nanaco、楽天Edy、クレジットカードで普通乗車券、定期乗車券、企画乗車券が購入可能になっている[26]。

### 連絡運輸
範囲は以下の通りである。連絡乗車券の自社での発売はその区間の有人駅のみで行われる。
| 区間           | 九州新幹線                           | 鹿児島本線          | 鹿児島本線              | 三角線 | 肥薩線          | 豊肥本線              | 指宿枕崎線        | 日豊本線            |
| 区間           | 九州新幹線                           | 北部                | 南部                    | 三角線 | 肥薩線          | 豊肥本線              | 指宿枕崎線        | 日豊本線            |
| -------------- | ------------------------------------ | ------------------- | ----------------------- | ------ | --------------- | --------------------- | ----------------- | ------------------- |
| 出水以北 各駅  | 全線 ※新八代駅・ 川内駅乗り換え のみ | 玉名駅 - 新八代駅間 | なし                    | 全線   | 段駅 - 人吉駅間 | 平成駅 - 肥後大津駅間 | なし              | なし                |
| 八代 出水 川内 | 全線 ※新八代駅・ 川内駅乗り換え のみ | 玉名駅 - 新八代駅間 | 隈之城駅 - 鹿児島中央駅 | 全線   | 段駅 - 人吉駅間 | 平成駅 - 肥後大津駅間 | 郡元駅 - 指宿駅間 | 鹿児島駅 - 国分駅間 |
| 出水以南 各駅  | 全線 ※新八代駅・ 川内駅乗り換え のみ | なし                | 隈之城駅 - 鹿児島中央駅 | なし   | なし            | なし                  | 郡元駅 - 指宿駅間 | 鹿児島駅 - 国分駅間 |

- かつては全ての有人駅から全ての連絡駅を経由してJR九州への連絡乗車券、連絡定期乗車券が購入できたが、2015年4月1日より九州新幹線連絡乗車券は八代駅と川内駅乗り換えのみに縮小となり、新水俣駅と出水駅の乗り換え乗車券と定期乗車券は購入不可となった。在来線についても開業時からの八代、川内乗り換えの全てのJR九州各駅との連絡乗車券、連絡定期乗車券が発行出来る駅は八代、出水、川内の3駅のみに限られるようになり、それ以外の有人駅では上表の通りとなっている。ただし企画乗車券は除く[63]。
- 当社線には通過連絡運輸は2020年10月15日より設定されるが、JR九州各駅かつ八代・川内を接続駅とするものに限られる[* 2]。

### 整理券（列車内）
バーコード式で、無人駅・有人駅問わず全駅で停車中に車内（入口側ドア）整理券発行機で発行される。整理券番号は起点側のJR新八代駅が0番、八代駅が1番の順で、終点の川内駅が28番、JR隈之城駅が29番である。下車駅で運賃箱に整理券を投入すると運賃額が表示され、運賃を支払う仕組みである（八代駅・日奈久温泉駅・佐敷駅・水俣駅・西出水駅・野田郷駅・阿久根駅・川内駅の営業時間内の場合は駅係員に運賃を支払う〈一部列車を除く〉）。また、整理券で乗車する場合、出水駅を超えて下車する場合は行き先によって支払い方法が若干違う。
- 八代（新八代）行き・川内（隈之城）行き…下車駅でそのまま整理券を運転士に渡して運賃を支払う。
- 出水行き…終点の出水駅でいったん乗車駅から出水駅までの運賃を支払い、運転士より乗り継ぎ整理券を受け取って八代または川内方面行き列車に乗り換え、下車駅で再度乗り継ぎ整理券とともに不足分の差額運賃を運転士または駅係員に支払う。

### 回数乗車券・定期乗車券
回数券は11枚綴りで10枚分の金額のもの（有効期限3か月間）と6枚綴りで1割引のもの（有効期限1か月）の2種類、定期券は通勤（青色）、通学（黄色）、65歳以上の高齢者用の割引シルバー定期券「いきいきシルバーパス」（オレンジ色）の3種類を発行している。通学定期券についてはおれんじ鉄道線内区間は1種類だが、JR九州との連絡定期券は中学生、高校生、大学生の3種類が発売されている。定期乗車券の発売範囲は上記の連絡乗車券の発売範囲に準じている。

### 割引乗車券・企画乗車券
肥薩おれんじ鉄道で購入できる企画乗車券
- おれんじ1日フリー切符
おれんじ鉄道が全線一日乗り放題のフリー乗車券（出札窓口・JR九州みどりの窓口・各旅行センター）。2022年4月1日に従前の一日フリー乗車券からリニューアル。
- おれんじ18フリーきっぷ
当社線は青春18きっぷが使用不可のため、その代わりに販売されている青春18きっぷ利用者向けの割引一日フリー乗車券。おれんじ1日フリー切符や全線の片道運賃よりも安い。青春18きっぷ発売時期に発売し、当日有効の青春18きっぷを駅員に提示することで購入できる（出札窓口。駅係員のいない早朝や深夜は列車内で運転士に提示の上購入できる）。
- JR・おれんじトコトコ2枚きっぷ
JR九州の共同企画で「熊本駅 - 佐敷駅間」、「阿久根駅 - 鹿児島中央駅間」の2種類が購入できる。普通列車のみ乗車できるが、特急券を購入すれば特急列車や新幹線にも乗車が可能（肥後田浦駅、佐敷駅、水俣駅、野田郷駅、阿久根駅の出札窓口・JR九州有人駅・各旅行センター）。
- 4（フォー）ヤングきっぷ
中学生と高校生を対象にした4枚綴りの八代駅 - 川内駅間全線乗車可能の割引回数券で、夏休みなど期間限定で発売している。購入時に駅係員に学生証や身分証明書を提示すれば購入可能（出札窓口）。
- おれんじ食堂指定席乗車券
おれんじ食堂は全車指定席のため、事前に出札窓口に予約を依頼するか予約センターに直接電話で予約申し込みをして購入する。1号車（ダイニングカー）の予約は出発日の1か月前から3日前まで、2号車（リビングカー）は出発当日まで予約を受け付けている。JR九州みどりの窓口や各旅行センターでも購入可能だが、みどりの窓口は2号車のみ購入可能（肥後田浦駅を除く有人駅の出札窓口・JR九州みどりの窓口・各旅行センター）。

肥薩おれんじ鉄道で購入できない企画乗車券
以下は他社でのみ発売し、肥薩おれんじ鉄道路線内でも有効な企画乗車券である。
- JR・おれんじぐるりんきっぷ
JR九州との共同企画。福岡ワイド、熊本エリア、鹿児島エリア、熊本・鹿児島エリアの4種類が購入でき、おれんじ鉄道線内は熊本エリア版が「八代 - 水俣」、鹿児島エリア版が「川内 - 出水」、福岡ワイド版、熊本・鹿児島エリア版が「八代 - 川内」が乗降自由のフリー乗車区間となっている。JR九州の乗車券指定区間内の各駅や旅行センターで購入できる。
- 旅名人の九州満喫きっぷ
九州のすべての鉄道が3日間乗り放題の企画乗車券。JR九州の各駅や旅行センターで購入できる。
- 南九州・肥薩おれんじ鉄道フリーきっぷ
南九州旅行のパックツアーに組まれたフリーパスで、肥薩おれんじ鉄道全線の他にJR九州鹿児島本線の熊本駅 - 八代駅間、川内駅 - 鹿児島駅間、指宿枕崎線の鹿児島中央駅 - 指宿駅間、日豊本線の鹿児島駅 - 宮崎駅間、肥薩線の隼人駅 - 霧島温泉駅間、日南線の南宮崎駅 - 南郷駅間の特急列車を含む全ての列車が乗り放題の割引フリー乗車券。指定席タイプで発売されているが、自由席か指定席かは自由に選択可能で、有効期限が2日間から4日間まで3種類発売されている。旅行ツアーのオプション的な乗車券のため、肥薩おれんじ鉄道やJR九州では発売しておらず、キップ単品での購入も不可。JTBや近畿日本ツーリスト、阪急交通社などの旅行会社のみで取り扱っており、南九州旅行ツアー申し込みの際に購入できる。

かつて発売されていた企画乗車券
- みちくさきっぷ
開業日の2004年3月13日から八代駅、水俣駅、出水駅、川内駅の自動券売機で発売されていた片道乗車券で、指定された区間内ならどの駅でも途中下車（乗り降り）が可能であった。2007年3月17日限りで発売終了。区間は「八代→水俣・出水」、「水俣・出水→川内」、「川内→水俣・新水俣」、「出水・水俣→八代」の4区間が設定されていた。
- つばめ・おれんじぐるりんきっぷ
2004年3月13日から2011年3月11日まで発売された、JR九州の共同企画の往復型割引乗車券。内容や種類は現在発売されている「JR・おれんじぐるりんきっぷ」とほぼ同じであるが、熊本エリア版と熊本・鹿児島エリア版は「九州新幹線つばめ」と「特急リレーつばめ」の乗車券がセットになっていた。2011年3月12日の九州新幹線全線開通に伴い、同日より現在の「JR・おれんじぐるりんきっぷ」にリニューアルされて発売を終了した。おれんじ鉄道の有人駅では扱っておらず、JR九州の乗車券指定区間内の各駅や旅行センターで購入できた。
- つばめ・おれんじ 出水つるきっぷ
2006年12月1日から2007年2月28日まで期間限定発売された2日間有効の往復型割引乗車券。区間は「北九州市内 - 出水」、「福岡市内 - 出水」、「熊本 - 出水」の3種類が設定発売され、前述の「つばめ・おれんじぐるりんきっぷ（現在の「JR・おれんじぐるりんきっぷ」）」の拡大版であった。片道は全区間とも特急列車（九州新幹線つばめ・リレーつばめ・九州横断特急・くまがわ）を含むJR線列車のみの利用、もう片道はJR九州線区間「鹿児島本線内の各駅 - 八代」が特急列車（リレーつばめ・九州横断特急・くまがわ）を含んだJR線列車の利用、「八代 - 出水」がおれんじ鉄道の列車利用で、おれんじ鉄道線内の「八代 - 出水」はフリー乗降区間となっており、往路、復路にどれを使うかはその都度選択可能であった。おれんじ鉄道の有人駅では扱っておらず、JR九州の各駅や旅行センターなどで購入できた。
- おれ鉄・くま鉄2日間フリー乗車券
熊本県、くま川鉄道との3社共同企画「肥薩おれんじ鉄道・くま川鉄道でめぐる、くまもと県南めぐりん宝さがしの旅キャンペーン」とのタイアップで2014年11月22日より発売された、八代駅 - 袋駅間2日間乗り放題の期間限定フリー乗車券。企画終了に伴い2015年2月28日発売分を以て発売を終了した。熊本県内の有人駅で購入可能だが乗車券自体は会社単独のため、この乗車券でくま川鉄道は乗降できなかった（くま川鉄道の乗車券も当社線は乗降不可）。くま川鉄道側のフリー乗車券は人吉温泉駅で購入する必要があった。
- JR・おれんじトコトコ2枚きっぷ（熊本駅 - たのうら御立岬公園駅・肥後田浦駅間）・4枚きっぷ（全区間）
JR・おれんじトコトコきっぷの4枚きっぷ全商品と2枚きっぷの一部商品が2015年3月31日の発売を以て終了した。
- おれんじレールパス
ジャパンレールパスの一つである「JR九州レールパス」とのキャンペーン商品。JR九州レールパス利用者の外国人向けの一日フリー乗車券で、アジア諸国など外国からの旅行客への知名度向上を目的として、2016年2月22日から3月21日までの期間限定で300名限定で発行されたJR九州、鹿児島県とのタイアップ乗車券。JR九州レールパスを購入した旅行客にクーポンが付随し、クーポンに必要事項を書いて八代駅、水俣駅、出水駅、川内駅の各駅に渡せば引き換えが出来た。
- コロプラ☆一日乗り放題きっぷ
コロニーな生活☆PLUS（コロプラ）との提携企画乗車券。鉄道とコロプラがGPSで連動しており、おれんじ鉄道を全線走破するための一日フリー乗車券。全線を走破すると特典として様々な限定アイテムが手に入る。また、購入特典として「コロプラ☆乗り物コロカ【肥薩おれんじ鉄道】」が手に入る。有人駅のほかに列車内でも購入可能な切符であったが、2016年3月31日の発売を以て終了した。
- 感謝のきっぷ「Happy Birthday Ticket」
2016年1月30日に発売を開始した割引乗車券。乗客の誕生日に八代駅 - 川内駅間のどの区間でも1名あたり往復1000円（子供500円）で乗車できる割引キップ。購入日や使用日が対象乗客の誕生日と同じ月の間（1日から31日まで）であれば購入、使用できる。有人駅の窓口のほか、車内でも購入できる。最大8名までまとめて乗車できるが、往復乗車が前提のため片道のみの使用はできず、途中下車も出来ない（肥後田浦駅、西出水駅を除く有人駅の出札窓口・列車内）。2017年8月31日の発売をもって終了した。
- 期間限定 1day のれる切符
2021年7月17日から販売を開始した常時使用可能の全線乗り放題の割引一日フリー乗車券。新型コロナウイルス感染症の感染拡大で大きな影響を受けた沿線自治体の活性化を図る目的で設定された。値段は大人1500円、子供とシニア（65歳以上）は750円で、有人駅だけでなく列車内でも購入できるほか、スマートホンで購入および利用できるデジタル乗車券としても販売している。設定当初は2021年12月31日までの販売であったが、好評のため2022年3月31日まで延長された。

### その他の券
- 入場券（出札窓口）
- 精算証明書（新八代駅・川内駅）
終着駅である新八代駅、八代駅、川内駅、隈之城駅の4駅のうち新八代駅と川内駅は出口がJR改札口しか無いため、改札口の外に出るための証明書である。乗車券や整理券で精算した場合に運転士や駅係員からこの証明書を受け取り、JR線の改札係員に渡して改札口を出る。八代駅は独立した改札口があり、隈之城駅は終日無人駅で運転士が運賃を収受するため発行されない。また、この証明書でJR線列車に乗車した場合は、熊本側は下車駅から八代駅 - 新八代駅の運賃を差し引いた額の運賃を、鹿児島側は川内駅からの運賃をそれぞれ下車駅で支払う。

## 車両
接続するJR鹿児島本線から貨物列車の直通運転があるため本線全区間で交流電化設備が維持されているが、旅客車両は経費節減のため高価な交流電車を避けて気動車を採用している。
- HSOR-100形 - 101 - 117の17両が在籍[* 4]。一般型車両。ただし114と116の2両は「おれんじ食堂」専用車両。
- HSOR-150形 - 151 - 152の2両が在籍[* 4]。本来はイベント用の特別車両だが、通常は一般車両と共に一般運用に就いている。

## トータルデザイン

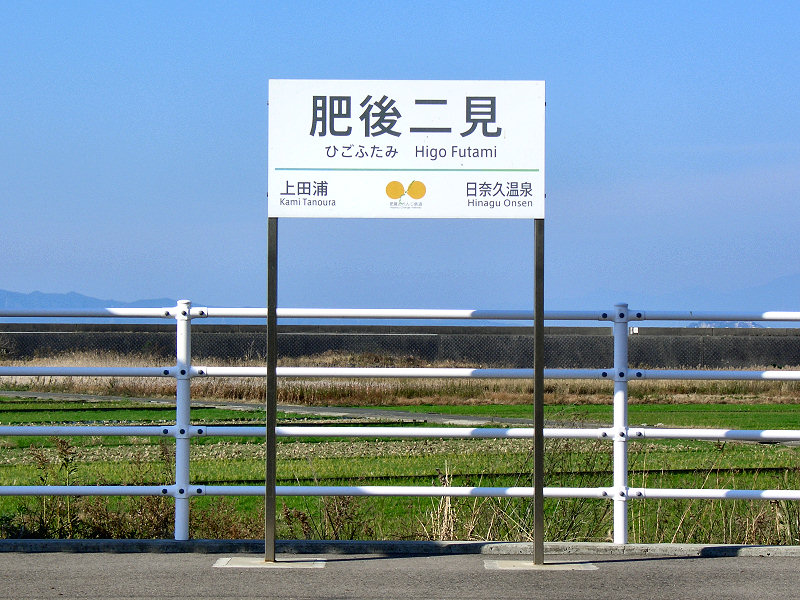
標準タイプの駅名標（肥後二見駅）

ロゴマークの一般公募を行った際に、およそ900点の中から川西康之（現：株式会社イチバンセン代表取締役）の作品が選ばれ、その後、各種サイン類のほか、きっぷや定期券、名札、ポスター、駅名標、さらに焼酎のボトルに至るまで様々なデザインを担当した。当時、初代社長を務めた嶋津忠裕は、のちにえちごトキめき鉄道の初代社長に就任しており、川西がそのトータルデザインを手掛けるきっかけともなった。
なお、「おれんじ食堂」の運転開始以降、乗務員の制服や各駅のリニューアルにおいてJR九州などのデザインで知られる水戸岡鋭治によるデザインが多数採用されている傾向にある。